# سرعة جوية مبينة

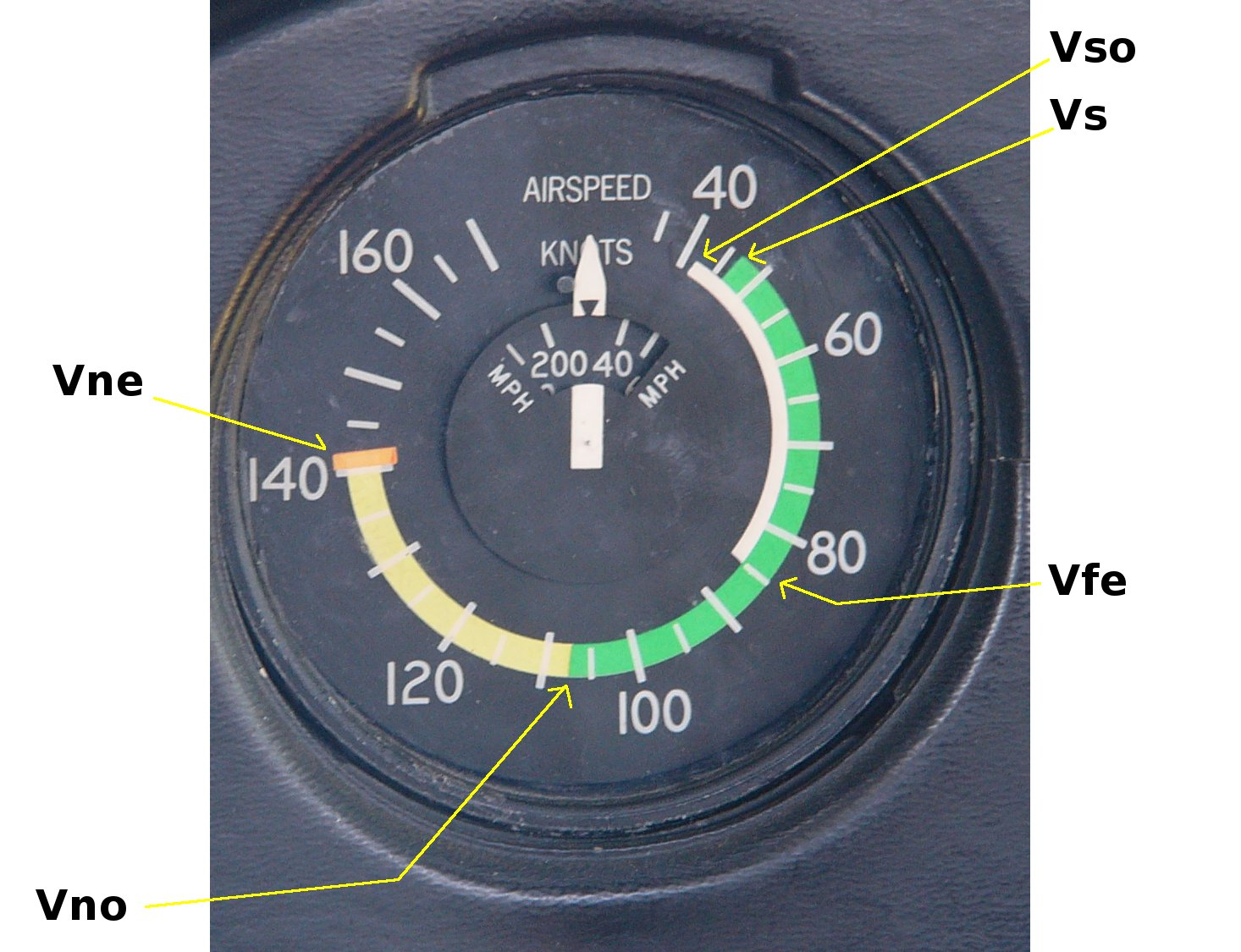

سرعة الهواء المبينة أو السرعة الجوية المبينة (بالإنجليزية: Indicated airspeed-IAS)‏ هي القراءة المبينة على مؤشر سرعة الهواء الموجود بالطائرة وهو يعمل بنظام بيتوت ستاتيك. ومرتبط بسرعة الجوية المعدلة ولكن بإضافة خطأ قراءة العداد وخطأ قراءة الموقع.
قراءة السرعة هي بالعقدة.

## السرعة الجوية المبينة وسرعة الطائرة
بحالة مستوى سطح البحر وبالمقاييس الجو الدولية (15 م, 1013 مللي بار, 0%رطوبة) ولا توجد رياح، تكون السرعة المبينة مساوية تماما للسرعة الحقيقية للطائرة. لكن وبسبب تأثير الضغط الجوي والكثافة على سرعة الهواء المبينة (IAS) والسرعة المعدلة (CAS) وخصائص رحلة الطائرة بنفس الطريقة. لذا فإن سرعة الهواء المبينة (IAS) والسرعة المعدلة (CAS) لهما أهمية للتحكم بالطائرة، وسرعة الطائرة عادة هو IAS.
مؤشر العدادات المعدنية للسرعة الجوية يقل عند زيادة الارتفاع بسبب هبوط الضغط الجوي، وهذا يؤدي وبشكل واضح إلى هبوط بالسرعة الجوية كلما ارتفعت الطائرة. لأجل ذلك فبيانات نظام عدم تجاوز السرعة ورمزه (VNE) تكون عادة معطاة بالدليل التشغيلي لكل طائرة وبارتفاعات محددة سلفا، الجدول التالي يوضح هبوط السرعة (VNE) كلما ازداد الارتفاع:

## السرعة المبينة والملاحة
بالملاحة لتحويل السرعة الجوية المبينة إلى سرعة أرضية يجب استخدام الخطوات التالية:
- تصحيح السرعة المبينة إلى السرعة المعدلة باستخدام جدول تصحيح توصيف الطائرة
- تحويل السرعة المعدلة إلى السرعة المكافئة بواسطة ادخال تأثير الانضغاطية (مع عدم الأخذ بالاهتمام مدى السرعة أو الارتفاع)
- تحويل السرعة المكافئة إلى السرعة الحقيقية بواسطة التعرف بالمتغيرات بالكثافة والارتفاع. ثم بالآخر
- تحويل السرعة الحقيقية إلى سرعة أرضية بالتعرف على مدى تأثير الرياح.

كل مما سبق كان نظام قديم، أما حاليا فإن نظام الملاحة GPS فإنه يقوم بجميع العمليات الحسابية الآنفة ويعطي للطيار القراءة المباشرة للسرعة الأرضية وأيضا السرعة الحقيقية.

## اقرأ أيضا
- سرعة جوية
- نظام الملاحة GPS
- أجهزة قياس طيران
- السرعة الجوية الصحيحة
- سرعة جوية معدلة
- في سبييدس